# إنزال جوي
انزال جوي هو نوع من النقل الجوي ظهر خلال الحرب العالمية الثانية يكون هدفه إعادة إمداد القوات التي يتعذر الوصول إليها.

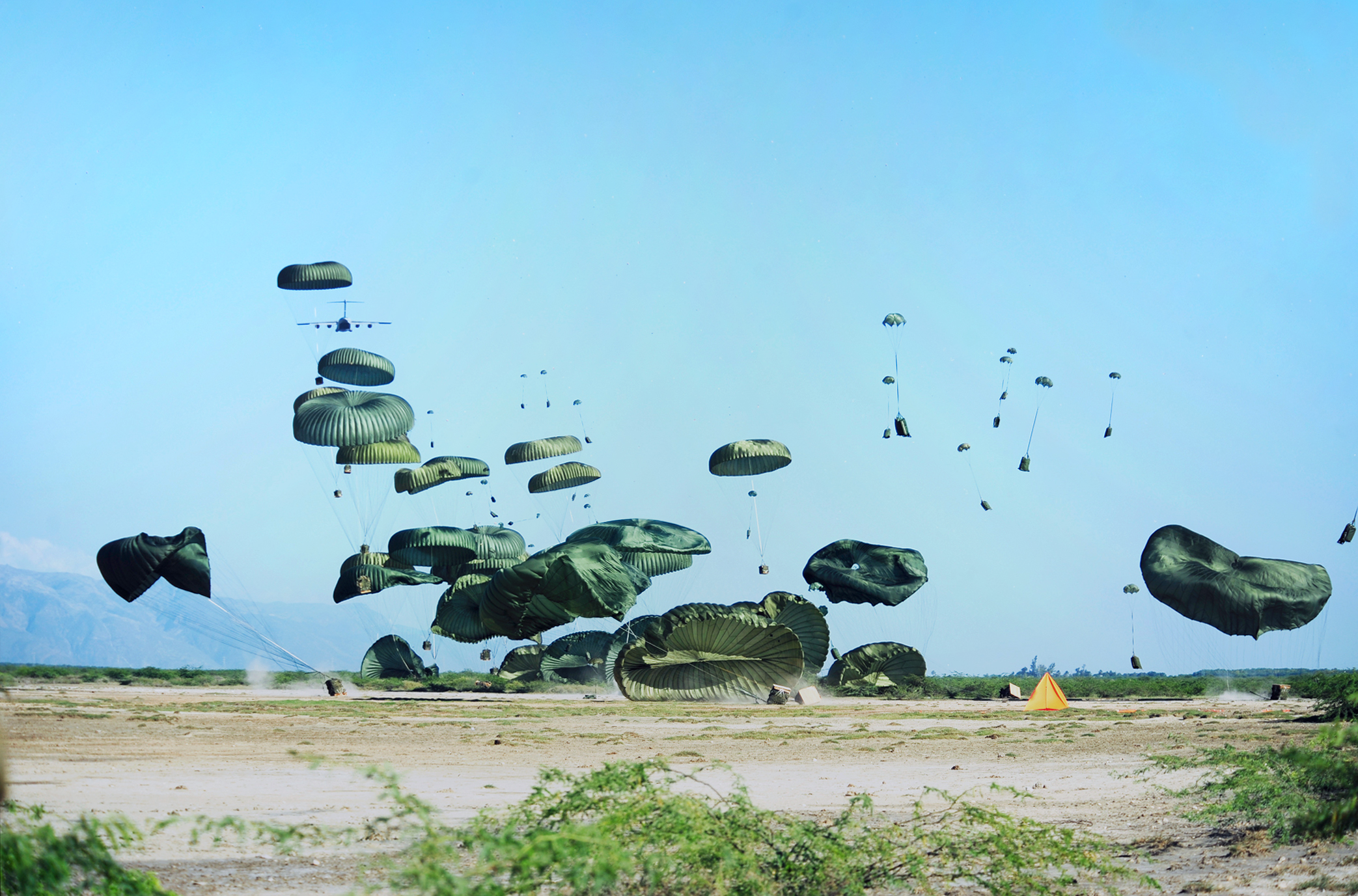

## معرض صور

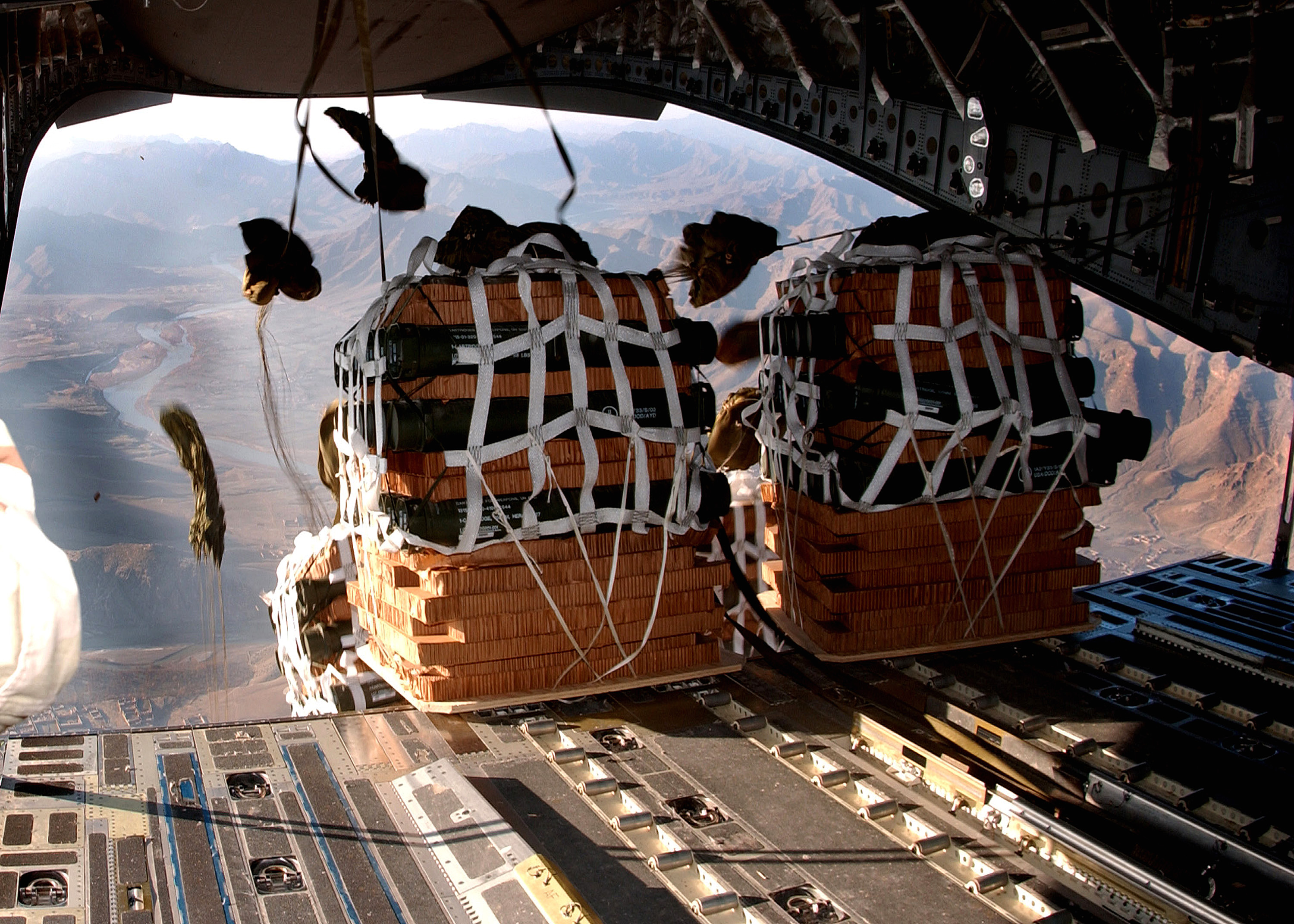
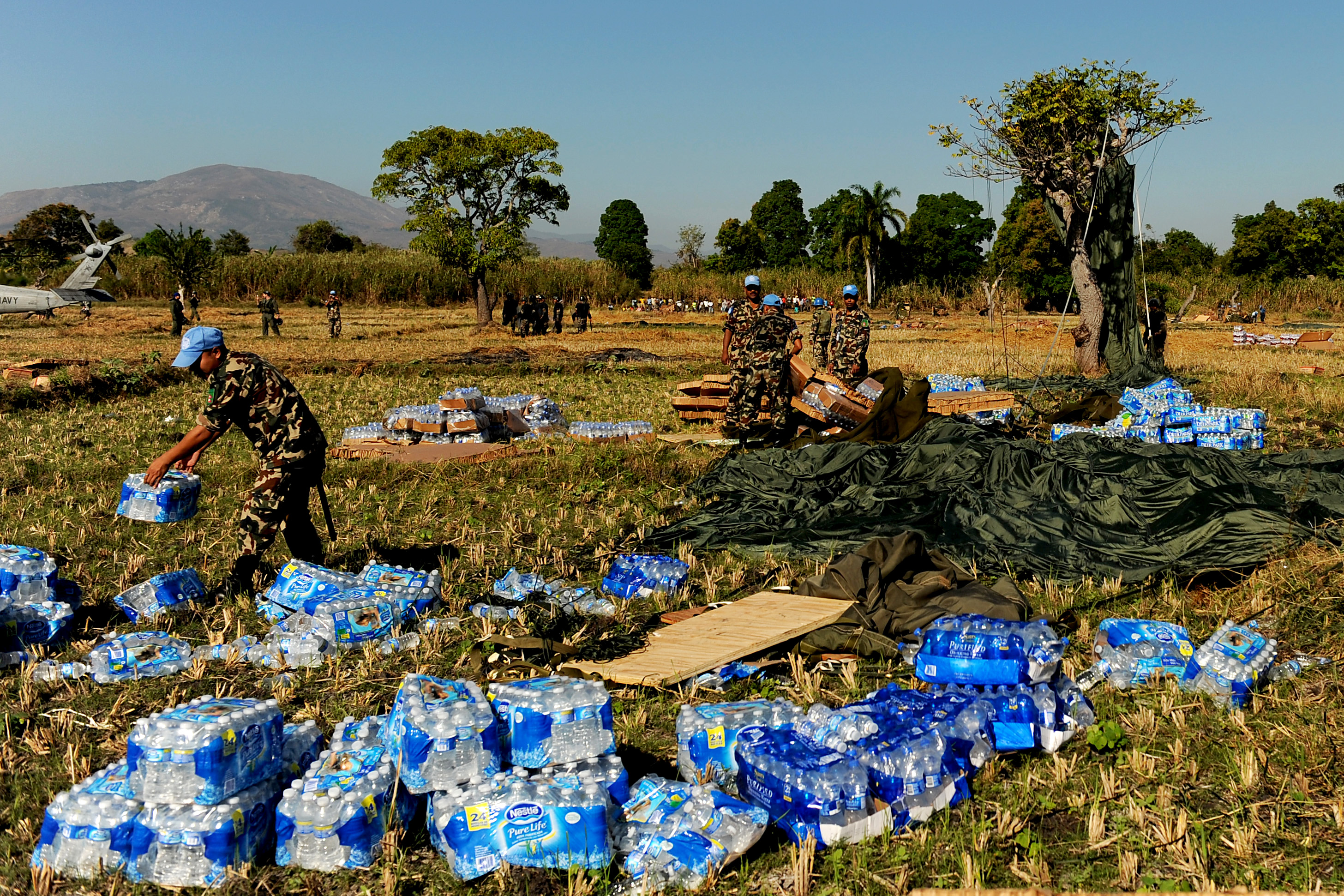
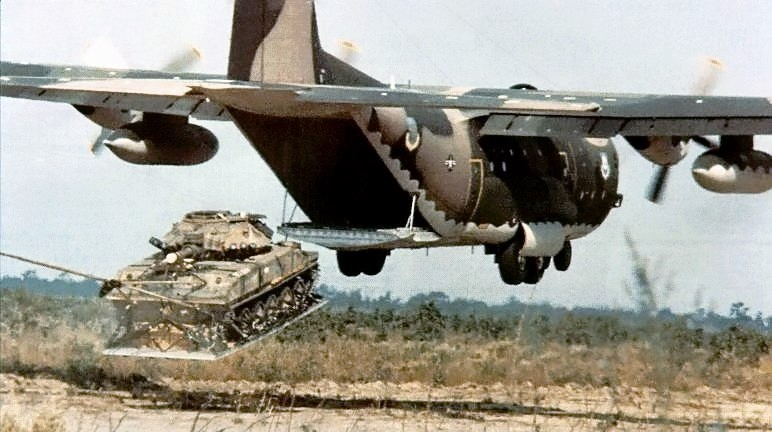
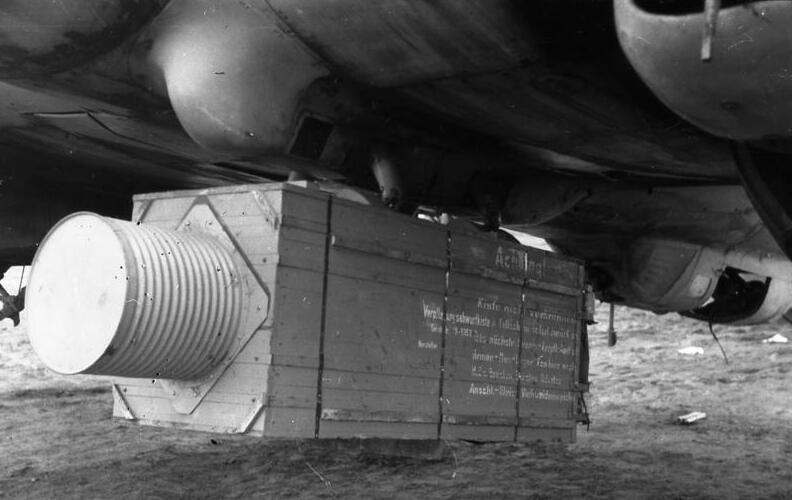